# Thisted Amt

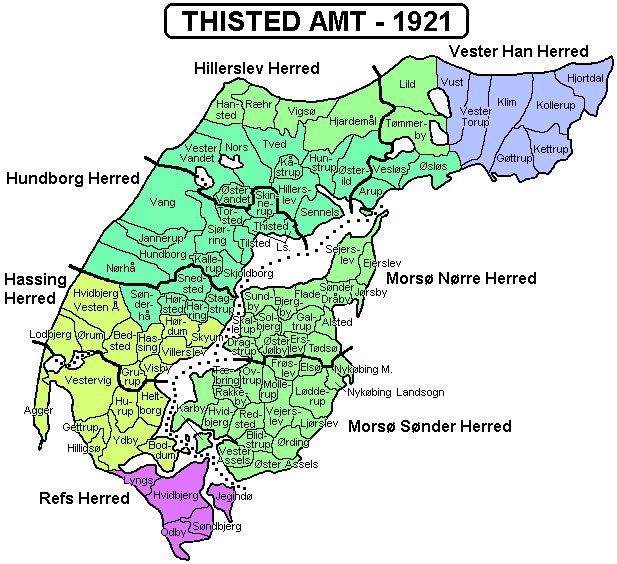
Thisted Amt. Groen: parochies die in 1970 naar Viborg gingen. Lila: Thyholm, dat naar Ringkjøbing Amt ging. Blauw: werd deel van Noord-Jutland Amt.

Thisted Amt was tot 1970 een van de amter in Denemarken. De hoofdstad was Thisted.

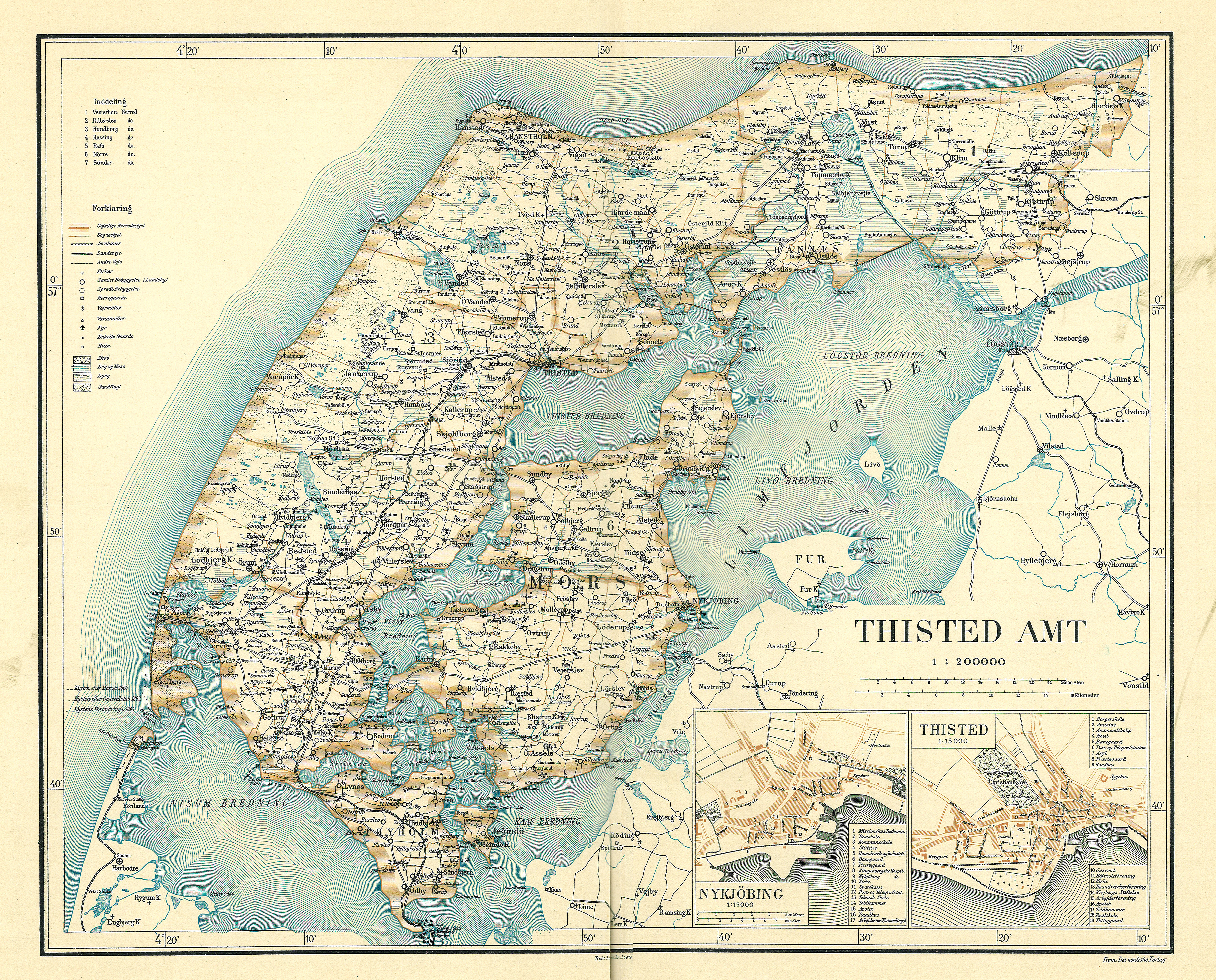
Thisted Amt omstreeks 1900

Thisted was verdeeld in zeven herreder:
- Hassing
- Hillerslev
- Hundborg
- Morsø Nørre
- Morsø Sønder
- Refs
- Vester Han Herred

## Herindeling in 1970
In de aanloop naar de herindeling in 1970 was de wens in Thisted dat het Amt deel zou gaan uitmaken van de nieuwe Amt Noord-Jutland dan wel deel zou worden van een nieuw  "West-Jutland Amt" samen met Ringkøbing Amt. Voor de samenvoeging met Viborg Amt was maar weinig steun, terwijl uiteindelijk het grootste deel van het oude Thisted bij Viborg werd gevoegd.
Vier nieuwe  grote gemeenten gingen naar het nieuwe Viborg Amt:
- Hanstholm
- Morsø
- Sydthy
- Thisted

Het noordoostelijke deel, zeven parochies in Vester Han Herred, werden bij de nieuwe gemeente Fjerritslev in Noord-Jutland gevoegd. 
Vijf parochies uit Thyholm in het zuiden werden deel van de nieuwe gemeente Thyholm in Ringkjøbing Amt.